# Тон (лингвистика)
Вижте пояснителната страница за други значения на Тон.
Тон е използването на височината на гласа (т.е. честотата на звука), за разграничаване на лексикални или граматически значения. Във всички езици се среща интонацията – използването на височината на тона за изразяване на емоционални и параезикови значения, за наблягане или контраст. Не за всички езици обаче е характерно използването на тонове за разграничаване на думи и словоформи. Езиците, за които това е характерно, се наричат тонални. Отделните смислоразличителни тонове понякога се наричат тонеми, по аналогия с фонемите.
Повече от половината езици по света са тонални. Примери са много америндски езици, китайският, виетнамският, тайският, банту езиците, сомалийският и субсахарските езици (с изключение на суахили, уолоф и фулани) и много други.